# Patsy Kensit
Patricia "Patsy" Kensit, född Patricia Jude Francis Kensit den 4 mars 1968 i Hounslow i London, är en brittisk skådespelare och sångare. Hon var sångare i gruppen Eighth Wonder som hade två hits på 1980-talet: "I'm Not Scared" och "Cross My Heart". Som skådespelare medverkade Kensit bland annat som den onda Sadie King i Hem till gården samt i filmen Dödligt vapen 2. 
Hon har varit gift fyra gånger, bland annat med Simple Minds sångare Jim Kerr (1992–1996) och med Liam Gallagher (1997–2000), sångare i det brittiska bandet Oasis. Tillsammans med Gallagher har hon sonen Lennon och med Kerr har hon sonen James.

## Filmer och TV-serier (urval)
Film
- 1974 – The Great Gatsby
- 1975 – Alfie, älskling
- 1979 – I skuggan av ett krig
- 1989 – Dödligt vapen 2
- 1992 – Panik på hotellet

TV
- 1973 – Arvingarna
- 1981 – Lysande utsikter
- 1989 – Röster från andra sidan graven
- 2004 – Hem till gården
- 2007 – Holby City